# Riccamboni (famiglia)
I Riccamboni sono un'antica famiglia dell'Italia settentrionale, le cui prime testimonianze sono attestate nei pressi di Riva del Garda attorno al XII-XIII secolo.

## Storia

### Origini
Le fonti più antiche che testimoniano i Richebonus (latino di Riccamboni) sono legate al (beato) Pacifico (1190-1250) e in seguito a un suo presunto fratello citato nel 1239 con il solo cognome che fu podestà di Riva del Garda durante il periodo in cui Ezzelino III da Romano s'impadronì del Principato vescovile di Trento e quindi del comune indipendente di Riva del Garda. In seguito a queste testimonianze, le tracce documentali tacciono fino al 1350, anno a partire dal quale gli archivi cittadini fioriscono di Riccamboni. La famiglia ha ricoperto importanti cariche pubbliche nel comune come è testimoniato nel volume "Familiarum Tridentinum", capitolo XV^ redatto da fra Giangrisostomo Tovazzi nell'anno 1790. Qui vi sono riportate con continuità, tra il XVI e il XVIII secolo, le cariche di amministratori cittadini, tesorieri e giudici, nonché le professioni di maestri, farmacisti e sacerdoti svolte dai membri di questa famiglia.

## Personaggi illustri

### Pacifico Riccamboni da Riva

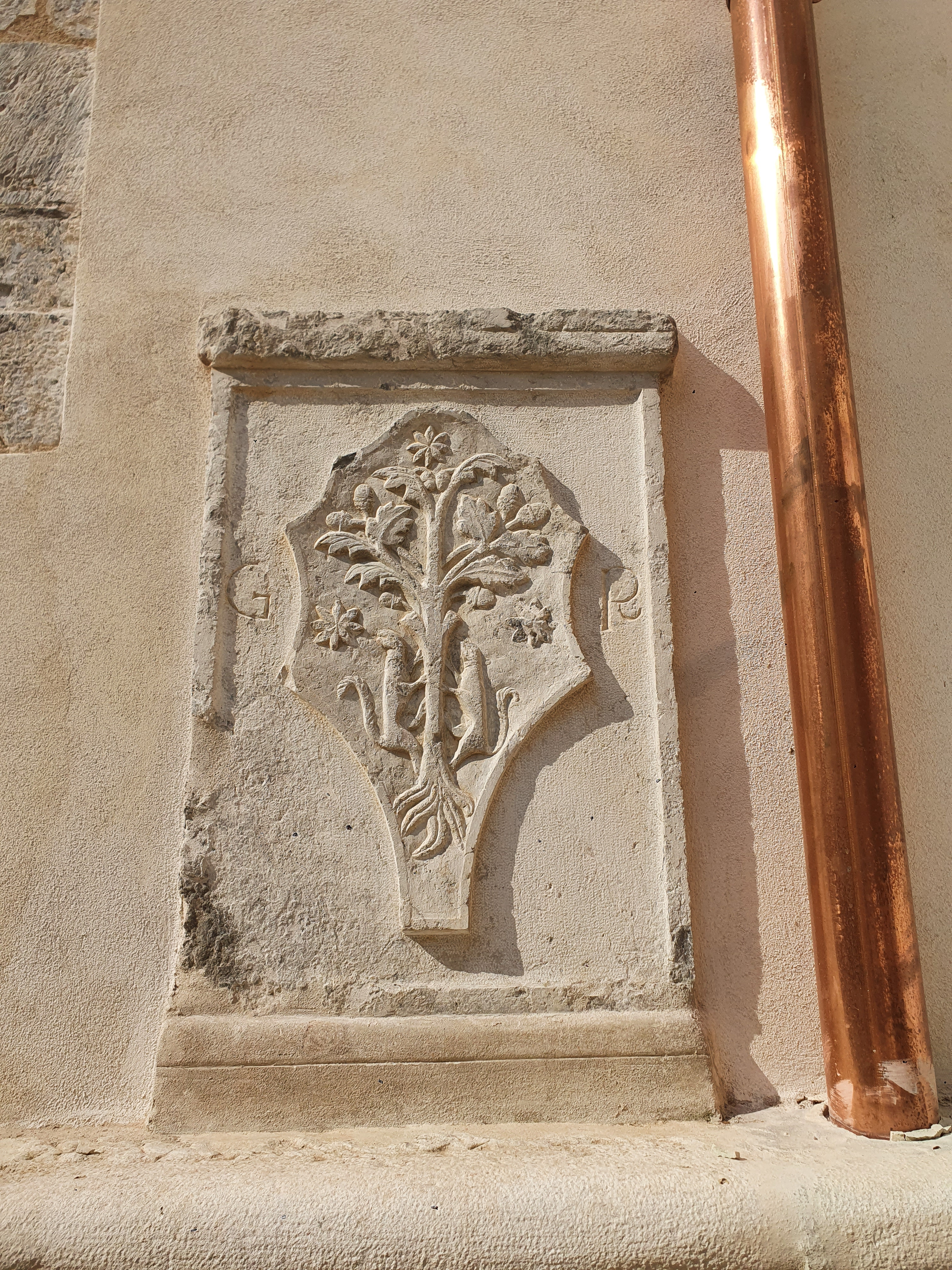
Blasone della famiglia Riccamboni presente sul muro della chiesa di Santa Maria Assunta in piazza Caffonara.

Pacifico nacque attorno al 1190 nei pressi di Riva del Garda dalla famiglia Richebonus (poi Riccamboni). Tradizione vuole che esso ricevette il saio dalle mani di san Francesco d'Assisi quando venne sulle rive del Lago di Garda nel 1220. Pacifico fu uno dei protagonisti della diffusione del messaggio francescano sulle sponde a nord del Lago di Garda, tanto che a esso vengono attribuite la fondazione dei conventi minoriti di Riva del Garda, Gargnano, Malcesine e, in maniera più incerta, di Trento. Due documenti lo testimoniano a Trento negli anni successivi: un atto del 1229 con il quale il Principe vescovo di Trento, Giovanni Oscasali di Cremona dona a Pacifico la chiesa di San Michele (Trento) con l'annessa tenuta. un altro atto che lo attesta nella città è la bolla, datata 20 aprile 1234 di papa Gregorio IX che conferma la donazione fatta nel 1229. Pacifico morì a Riva del Garda attorno all'anno 1250 e da quel momento fu venerato per secoli come beato ab immemorabili dalla comunità rivana. Nonostante la lunga tradizione del suo culto cittadino, le ricerche recenti non hanno rinvenuto alcun documento ufficiale sulla sua beatificazione. Si ritiene che i documenti siano stati perduti durante le devastazioni subite dal convento di San Francesco di Riva nel XV secolo e all'inizio del XIX secolo ad opera delle truppe di Napoleone Bonaparte, nonché a seguito delle due guerre mondiale. Possibile prova a sostegno della sua beatificazione può essere il documento datato 24 febbraio 1445 nel quale i giudici di Riva decretano di spendere fino alla somma di 50 ducati per impetrare un'indulgenza a titolo e nome di "beato Pacifico Riccamboni" il cui corpo era conservato nella scomparsa chiesa di San Francesco. In seguito le sue reliquie sono state trasferite sull'altare di Sant'Andrea nella Chiesa di Santa Maria Assunta di Riva del Garda dove tutt'oggi riposano.

### Glicerio Riccamboni
Esponente del ramo roveretano della famiglia, Glicerio Riccamboni nacque a Rovereto il 31 ottobre 1885 figlio di  Donato e Carlotta Grandi. Si laureò in lettere all'Università di Vienna nel 1909 e ottenne il diploma per l'insegnamento della lingua e letteratura italiana e tedesca. Nel 1910 presso l'Università di Graz conseguì il diploma di stenografia. Dopo qualche anno di insegnamento nelle scuole di Trento, nel 1924 fu professore di tedesco presso l'Istituto tecnico Regina Elena di Rovereto. Oltre che professore fu studioso di glottologia e toponomastica dove sempre si oppose all'italianizzazione fascista delle località altoatesine. Fu un fedele cattolico e difese e affermò sempre in maniera netta la sua indipendenza morale e personale. Per tutti gli anni trenta Riccamboni rimase fermo nel suo antifascismo e subì continui richiami e ammonizioni da parte delle autorità scolastiche. Venne perseguitato e poi punito con il trasferimento l'istituto tecnico inferiore "C. Ciano" di Chioggia dove rimase fino al 1943. Anche il suo stipendio, indispensabile per la  sua numerosa famiglia, subì tagli e rinvii nella corresponsione. Dopo il 25 luglio 1943, con la caduta del fascismo, fu reintegrato nell’istituto roveretano ma con l’8 settembre e l’occupazione nazista del Trentino, tornarono anche i fascisti. Riccamboni, mentre era nella  Biblioteca parrocchiale di san Marco a Rovereto, di cui era direttore, fu aggredito a pugni e schiaffi da una banda di fascisti fino a perdere i sensi. Il suo occhio sinistro fu lesionato irrimediabilmente. rimase sempre fedele ai suoi ideali e per questo nella primavera del 1945 finì nel lager di Bolzano. Con la Liberazione tornò a Rovereto dove morì il 20 marzo 1949.

## I benefici per sacerdoti
I benefici per sacerdoti della famiglia Riccamboni sono due:
- Il primo beneficio fu istituito da Gerolamo Riccamboni nel 1588 allo scopo di favorire una rendita da assegnare a un sacerdote anche non appartenente alla famiglia, con l'obbligo di recitare quotidianamente almeno una messa sull'altare di s. Andrea (da Gerolamo stesso commissionato nel 1579) o in Suffragio dei fondatori. Il primo beneficio fu assegnato al sacerdote Giovanni Andrea Borcino in data 14 dicembre 1588. Il beneficio possedeva sei ettari di campagna nelle zone di Riva e di Arco.[5]
- Il secondo beneficio, titolato "Beneficium novum Riccambonum Ripae", nasce per volontà testamentaria del sacerdote Andrea Riccamboni (1590-1668) nel 1664. Esso era riservato al mantenimento finanziario dei soli sacerdoti della famiglia Riccamboni. L'istituzione ebbe il riconoscimento canonico del  Principe vescovo Francesco Alberti (1677-1689) con atto del 6 febbraio 1683. Il beneficio nonostante le numerose guerre e dominazioni nel corso dei secoli, grazie all'attenta amministrazione ha avuto una crescita che lo ha portato a contare 11 appartamenti dislocati in diversi centri della provincia e 30 ettari di terreno nella zona rivana.[6]

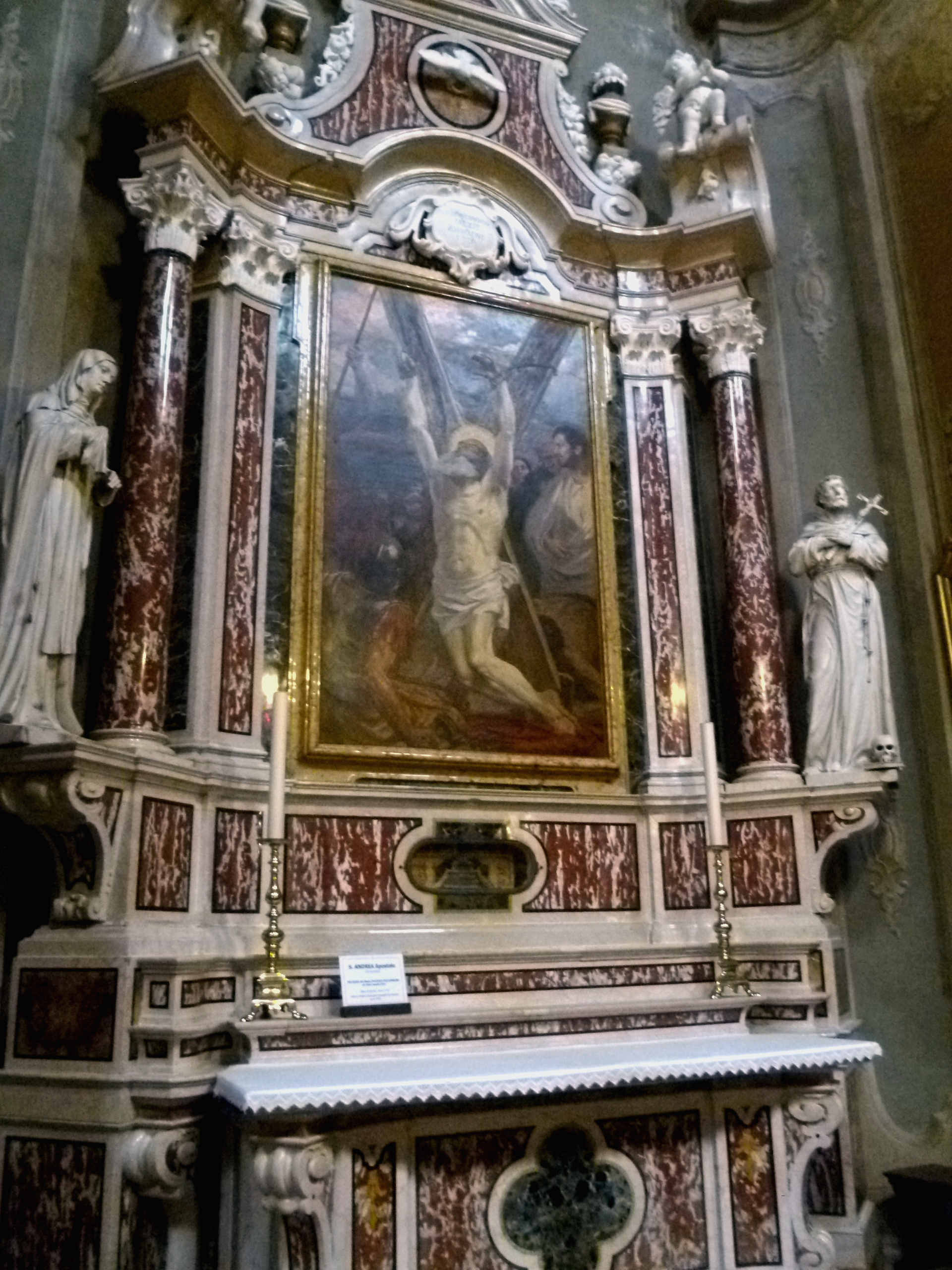
Altare di s. Andrea, chiesa Santa Maria Assunta, Riva del Garda

## La fondazione stipendiaria per studenti
La "fondazione stipendiaria Riccamboni don Pacifico" era una fondazione voluta e istituita da don Pacifico Riccamboni (1801-1883) con atto notarile 17 settembre 1884 volta a garantire uno stipendio (o borsa di studio) a tutti i maschi appartenenti alla famiglia Riccamboni che meritassero di compiere studi superiori senza vincoli religiosi. 

## Riccamboni di Rovereto
Nel 1789, con il trasferimento di Girolamo Riccamboni (1755-1829) da Riva del Garda a Rovereto nasce il ramo roveretano della famiglia, che a differenza del ramo principale, nato, vissuto ed estinto nel 1962 a Riva del Garda, fu destinato a espandersi, dapprima nei comuni dell'odierna provincia di Trento e in seguito in tutto il Nord Italia (Trentino Alto-Adige, Veneto, Friuli-Venezia Giulia e Liguria). Un'altra nota di differenziazione rispetto al ramo principale è l'appartenenza del ramo roveretano alla media-borghesia imprenditoriale. In effetti il ramo era nato proprio dall'esigenza di spostarsi dal comune di origine per cercare nuova fortuna.

### Genealogia del ramo di Rovereto
|                      |                      |                                       |                                       |                                        |                                        |                                           |                                           |                |                |                              |                                      |                                      |                |               |                  |                  |               |                 |                 |                 |                 |                   |                    |                    |                     |                       |                       |                                       |                                        |                                        |                    |                      |                      |                      |                      |                     |                     |                     |                     |                    |                    |                       |                       |                 |                 |                   |                   |                  |                     |                     |                     |                     |                |                |                 |                 |              |             |             |
|                      |                      |                                       |                                       |                                        |                                        |                                           |                                           |                |                |                              |                                      |                                      |                |               |                  |                  |               |                 |                 |                 |                 |                   |                    |                    |                     |                       |                       |                                       |                                        |                                        |                    |                      | Girolamo (1755-1829) |                      |                      |                     |                     |                     |                     |                    |                    |                       |                       |                 |                 |                   |                   |                  |                     |                     |                     |                     |                |                |                 |                 |              |             |             |
|                      |                      |                                       |                                       |                                        |                                        |                                           |                                           |                |                |                              |                                      |                                      |                |               |                  |                  |               |                 |                 |                 |                 |                   |                    |                    |                     |                       |                       |                                       |                                        |                                        |                    |                      |                      |                      |                      |                     |                     |                     |                     |                    |                    |                       |                       |                 |                 |                   |                   |                  |                     |                     |                     |                     |                |                |                 |                 |              |             |             |
|                      |                      |                                       |                                       |                                        |                                        |                                           |                                           |                |                |                              |                                      |                                      |                |               |                  |                  |               |                 |                 |                 |                 |                   |                    |                    |                     |                       |                       |                                       |                                        |                                        |                    |                      |                      |                      |                      |                     |                     |                     |                     |                    |                    |                       |                       |                 |                 |                   |                   |                  |                     |                     |                     |                     |                |                |                 |                 |              |             |             |
|                      |                      |                                       |                                       |                                        |                                        |                                           |                                           |                |                |                              |                                      |                                      |                |               |                  |                  |               |                 |                 |                 |                 |                   |                    |                    |                     |                       |                       |                                       | Gerolamo (1787-1859)                   | Gerolamo (1787-1859)                   |                    |                      |                      |                      |                      |                     |                     | Andrea (1788-1856)  | Andrea (1788-1856)  |                    |                    |                       |                       |                 |                 |                   |                   |                  |                     |                     |                     |                     |                |                |                 |                 |              |             |             |
|                      |                      |                                       |                                       |                                        |                                        |                                           |                                           |                |                |                              |                                      |                                      |                |               |                  |                  |               |                 |                 |                 |                 |                   |                    |                    |                     |                       |                       |                                       |                                        |                                        |                    |                      |                      |                      |                      |                     |                     |                     |                     |                    |                    |                       |                       |                 |                 |                   |                   |                  |                     |                     |                     |                     |                |                |                 |                 |              |             |             |
|                      |                      |                                       |                                       |                                        |                                        |                                           |                                           |                |                |                              |                                      |                                      |                |               |                  |                  |               |                 |                 |                 |                 |                   |                    |                    |                     |                       |                       |                                       |                                        |                                        |                    |                      |                      |                      |                      |                     |                     |                     |                     |                    |                    |                       |                       |                 |                 |                   |                   |                  |                     |                     |                     |                     |                |                |                 |                 |              |             |             |
|                      |                      |                                       |                                       |                                        |                                        |                                           |                                           |                |                |                              |                                      |                                      |                |               |                  |                  |               |                 |                 |                 |                 |                   |                    |                    |                     | Giovanna (1812- 1812) | Giovanna (1812- 1812) | Luigi (1815-1858) sp. Rosa Baldessari | Luigi (1815-1858) sp. Rosa Baldessari  | Gaetano (1816-...)                     | Gaetano (1816-...) | Gerolamo (1817-1818) | Gerolamo (1817-1818) | Giuseppe (1824-1897) | Giuseppe (1824-1897) | Antonio (1826-1839) | Antonio (1826-1839) | Giovanni (1827-...) | Giovanni (1827-...) | Gaetano (1829-...) | Gaetano (1829-...) | Anna Maria (1832-...) | Anna Maria (1832-...) |                 |                 |                   |                   |                  |                     |                     |                     |                     |                |                |                 |                 |              |             |             |
|                      |                      |                                       |                                       |                                        |                                        |                                           |                                           |                |                |                              |                                      |                                      |                |               |                  |                  |               |                 |                 |                 |                 |                   |                    |                    |                     |                       |                       |                                       |                                        |                                        |                    |                      |                      |                      |                      |                     |                     |                     |                     |                    |                    |                       |                       |                 |                 |                   |                   |                  |                     |                     |                     |                     |                |                |                 |                 |              |             |             |
|                      |                      |                                       |                                       |                                        |                                        |                                           |                                           |                |                |                              |                                      |                                      |                |               |                  |                  |               |                 |                 |                 |                 |                   |                    |                    |                     |                       |                       |                                       |                                        |                                        |                    |                      |                      |                      |                      |                     |                     |                     |                     |                    |                    |                       |                       |                 |                 |                   |                   |                  |                     |                     |                     |                     |                |                |                 |                 |              |             |             |
|                      |                      |                                       |                                       |                                        |                                        |                                           |                                           |                |                |                              |                                      |                                      |                |               |                  |                  |               |                 |                 |                 |                 |                   | Teresa (1839-1861) | Teresa (1839-1861) | Pacifico (1843-...) | Pacifico (1843-...)   | Cesare (1847-1893)    | Cesare (1847-1893)                    | Donato (1849-1898) sp. Carlotta Grandi | Donato (1849-1898) sp. Carlotta Grandi | Rosa (1851-...)    | Rosa (1851-...)      | Antonio (1853- 1953) | Antonio (1853- 1953) |                      |                     |                     |                     |                     |                    |                    |                       |                       |                 |                 |                   |                   |                  |                     |                     |                     |                     |                |                |                 |                 |              |             |             |
|                      |                      |                                       |                                       |                                        |                                        |                                           |                                           |                |                |                              |                                      |                                      |                |               |                  |                  |               |                 |                 |                 |                 |                   |                    |                    |                     |                       |                       |                                       |                                        |                                        |                    |                      |                      |                      |                      |                     |                     |                     |                     |                    |                    |                       |                       |                 |                 |                   |                   |                  |                     |                     |                     |                     |                |                |                 |                 |              |             |             |
|                      |                      |                                       |                                       |                                        |                                        |                                           |                                           |                |                |                              |                                      |                                      |                |               |                  |                  |               |                 |                 |                 |                 |                   |                    |                    |                     |                       |                       |                                       |                                        |                                        |                    |                      |                      |                      |                      |                     |                     |                     |                     |                    |                    |                       |                       |                 |                 |                   |                   |                  |                     |                     |                     |                     |                |                |                 |                 |              |             |             |
|                      |                      |                                       |                                       |                                        |                                        |                                           |                                           |                |                |                              | Donato (1880-1929) sp. Ida Pinamonti | Donato (1880-1929) sp. Ida Pinamonti |                |               |                  |                  |               | Dante (1882-87) | Dante (1882-87) |                 |                 |                   |                    |                    | Eligio (1884-1959)  | Eligio (1884-1959)    |                       |                                       |                                        |                                        |                    |                      | Glicerio (1885-1949) | Glicerio (1885-1949) |                      |                     |                     |                     |                     |                    |                    |                       |                       |                 |                 | Dante (1887-1953) | Dante (1887-1953) | Lia (1889-1927)  | Lia (1889-1927)     |                     |                     |                     |                |                |                 |                 |              |             |             |
|                      |                      |                                       |                                       |                                        |                                        |                                           |                                           |                |                |                              |                                      |                                      |                |               |                  |                  |               |                 |                 |                 |                 |                   |                    |                    |                     |                       |                       |                                       |                                        |                                        |                    |                      |                      |                      |                      |                     |                     |                     |                     |                    |                    |                       |                       |                 |                 |                   |                   |                  |                     |                     |                     |                     |                |                |                 |                 |              |             |             |
|                      |                      |                                       |                                       |                                        |                                        |                                           |                                           |                |                |                              |                                      |                                      |                |               |                  |                  |               |                 |                 |                 |                 |                   |                    |                    |                     |                       |                       |                                       |                                        |                                        |                    |                      |                      |                      |                      |                     |                     |                     |                     |                    |                    |                       |                       |                 |                 |                   |                   |                  |                     |                     |                     |                     |                |                |                 |                 |              |             |             |
|                      |                      |                                       | Gino (1906-1906)                      | Gino (1906-1906)                       | Gino (1907-...) sp. Amalia Zendri      | Gino (1907-...) sp. Amalia Zendri         |                                           |                |                |                              |                                      |                                      |                |               | Aldo (1912-1998) | Aldo (1912-1998) |               |                 |                 | Elio (1916-...) | Elio (1916-...) | Donata (1919-...) | Donata (1919-...)  | Renzo (1921-...)   | Renzo (1921-...)    | Maria (1923-...)      | Maria (1923-...)      | Emilio (1929-...)                     | Emilio (1929-...)                      | Tullia (1922-...)                      | Tullia (1922-...)  | Carmela (1924-...)   | Carmela (1924-...)   | Ivo P. (1926-...)    | Ivo P. (1926-...)    | Antonio (1930-1942) | Antonio (1930-1942) | Lidia (1911-...)    | Lidia (1911-...)    | Carla (1913-...)   | Carla (1913-...)   | Dante (1915-...)      | Dante (1915-...)      |                 |                 |                   | Bruno (1920-...)  | Bruno (1920-...) | Eugenio (1921-2022) | Eugenio (1921-2022) | Eugenia (1923-2006) | Eugenia (1923-2006) | Lia (1925-...) | Lia (1925-...) | Gino (1927-...) | Gino (1927-...) |              |             |             |
|                      |                      |                                       |                                       |                                        |                                        |                                           |                                           |                |                |                              |                                      |                                      |                |               |                  |                  |               |                 |                 |                 |                 |                   |                    |                    |                     |                       |                       |                                       |                                        |                                        |                    |                      |                      |                      |                      |                     |                     |                     |                     |                    |                    |                       |                       |                 |                 |                   |                   |                  |                     |                     |                     |                     |                |                |                 |                 |              |             |             |
|                      |                      |                                       |                                       |                                        |                                        |                                           |                                           |                |                |                              |                                      |                                      |                |               |                  |                  |               |                 |                 |                 |                 |                   |                    |                    |                     |                       |                       |                                       |                                        |                                        |                    |                      |                      |                      |                      |                     |                     |                     |                     |                    |                    |                       |                       |                 |                 |                   |                   |                  |                     |                     |                     |                     |                |                |                 |                 |              |             |             |
| G. Carlo (1931-1931) | G. Carlo (1931-1931) | Maria Teresa (1932) sp. Giuseppe Stiz | Maria Teresa (1932) sp. Giuseppe Stiz | Adriana (1937-2022) sp. Argelio Scarpa | Adriana (1937-2022) sp. Argelio Scarpa | Antonio (1943-1997) sp. Chiara Dalzocchio | Antonio (1943-1997) sp. Chiara Dalzocchio |                |                | Riccardo (1943) sp. Lia Luis | Riccardo (1943) sp. Lia Luis         |                                      | Donato (1942)  | Donato (1942) |                  | Gianni (1944)    | Gianni (1944) | Anna (1948)     | Anna (1948)     | Ida (1943)      | Ida (1943)      | Donatella (1947)  | Donatella (1947)   | Marisa (1949)      | Marisa (1949)       | Liliana (1951)        | Liliana (1951)        |                                       |                                        |                                        |                    | Gianluca (1954-2021) | Gianluca (1954-2021) | Stefano (1956)       | Stefano (1956)       | Roberto (1958)      | Roberto (1958)      |                     |                     | Maurizio (1940)    | Maurizio (1940)    | Erica (1947)          | Erica (1947)          | Patrizia (1953) | Patrizia (1953) | Eugenio (1944)    | Eugenio (1944)    | Lidia (1947)     | Lidia (1947)        |                     |                     | Dante (1955)        | Dante (1955)   | Nadia (1957)   | Nadia (1957)    | Anita (1962)    | Anita (1962) | Rudi (1965) | Rudi (1965) |
|                      |                      |                                       |                                       |                                        |                                        |                                           |                                           |                |                |                              |                                      |                                      |                |               |                  |                  |               |                 |                 |                 |                 |                   |                    |                    |                     |                       |                       |                                       |                                        |                                        |                    |                      |                      |                      |                      |                     |                     |                     |                     |                    |                    |                       |                       |                 |                 |                   |                   |                  |                     |                     |                     |                     |                |                |                 |                 |              |             |             |
|                      |                      |                                       |                                       |                                        |                                        |                                           |                                           |                |                |                              |                                      |                                      |                |               |                  |                  |               |                 |                 |                 |                 |                   |                    |                    |                     |                       |                       |                                       |                                        |                                        |                    |                      |                      |                      |                      |                     |                     |                     |                     |                    |                    |                       |                       |                 |                 |                   |                   |                  |                     |                     |                     |                     |                |                |                 |                 |              |             |             |
|                      |                      |                                       |                                       | Cristiano (1968)                       | Cristiano (1968)                       | Jacopo (1972)                             | Jacopo (1972)                             | Arianna (1981) | Arianna (1981) | Rodolfo (1980)               | Rodolfo (1980)                       | Stefano (1970)                       | Stefano (1970) | Lucio (1972)  | Lucio (1972)     | Silvia (1975)    | Silvia (1975) |                 |                 |                 |                 |                   |                    |                    |                     |                       |                       |                                       |                                        |                                        |                    |                      |                      |                      |                      |                     |                     |                     |                     | Michele (1970)     | Michele (1970)     |                       |                       |                 |                 |                   |                   |                  |                     |                     |                     |                     |                |                |                 |                 |              |             |             |
|                      |                      |                                       |                                       |                                        |                                        |                                           |                                           |                |                |                              |                                      |                                      |                |               |                  |                  |               |                 |                 |                 |                 |                   |                    |                    |                     |                       |                       |                                       |                                        |                                        |                    |                      |                      |                      |                      |                     |                     |                     |                     |                    |                    |                       |                       |                 |                 |                   |                   |                  |                     |                     |                     |                     |                |                |                 |                 |              |             |             |
|                      |                      |                                       |                                       |                                        |                                        |                                           |                                           |                |                |                              |                                      |                                      |                |               |                  |                  |               |                 |                 |                 |                 |                   |                    |                    |                     |                       |                       |                                       |                                        |                                        |                    |                      |                      |                      |                      |                     |                     |                     |                     |                    |                    |                       |                       |                 |                 |                   |                   |                  |                     |                     |                     |                     |                |                |                 |                 |              |             |             |
|                      |                      |                                       |                                       |                                        |                                        |                                           |                                           |                |                | Alice (2018)                 |                                      |                                      |                |               |                  |                  |               |                 |                 |                 |                 |                   |                    |                    |                     |                       |                       |                                       |                                        |                                        |                    |                      |                      |                      |                      |                     |                     |                     |                     |                    |                    |                       |                       |                 |                 |                   |                   |                  |                     |                     |                     |                     |                |                |                 |                 |              |             |             |

### Luoghi e architetture
- Palazzo Riccamboni, Riva del Garda.[8]
- Chiesa di Santa Maria Assunta, Altare di s.Andrea, Riva del Garda.